# 拉莫伊尔县 (佛蒙特州)
拉莫伊尔县（英語：Lamoille County）是位于美国佛蒙特州的县。根据2020年人口普查显示，该县人口为25,945人，是佛蒙特州人口第三少的县。该县的县治为海德帕克，而最大城市则为其商业中心莫里斯敦。该县于1835年通过从奥尔良县、富兰克林县、华盛顿县和奇滕登县分出部分土地得以成立，并于次年得以正式组建。